# Боярский, Николай Александрович
Никола́й Алекса́ндрович Боя́рский (10 декабря 1922, Колпино, Петроградская губерния, РСФСР — 7 октября 1988, Ленинград, РСФСР, СССР) — советский кино- и театральный актёр, исполнитель острохарактерных ролей. Народный артист РСФСР (1977).

## Биография
Родился 10 декабря 1922 года в Колпино. Сын протоиерея, «красного батюшки» А. И. Боярского, брат актёра Сергея Боярского, дядя Михаила Боярского. (См. Боярские (актёрская династия)).

### Великая Отечественная война
Участник Великой Отечественной войны. Был призван Дзержинским РВК г. Ленинграда 25 июля 1941 года. Ранен 3 декабря 1941 года.
Приказом № 31/н от 02.12.1943 года по 366 СП 126-й стр. дивизии 51-й Армии 4-го Украинского фронта стрелок 2-го батальона 366-го стр. полка красноармеец Боярский награждён медалью «За боевые заслуги» за то, что при штурме Турецкого Вала 3 ноября 1943 года проявив мужество и отвагу из личного оружия уничтожил 3-х солдат противника.
Приказом № 45/н от 01.11.1944 года по 126 стр. дивизии 1-го Прибалтийского фронта автоматчик красноармеец Боярский Н. А. награждён орденом Славы 3-й степени за то, что он 11 октября 1943 года в бою возле местечка Клумбен огнём своего автомата уничтожил 11 солдат противника, не дав большой группе вражеских солдат переправиться через реку и ударить в тыл нашим подразделениям.
Приказом № 15/н от 20.08.1944 года по 366-му СП 126 СД 2-й гв. А 1-го Прибалтийского фронта связной красноармеец Боярский Н. А. награждён медалью «За отвагу» за то, что он 17 августа 1944 года в бою на восточном берегу р. Вента в районе с. Сурьмини из автомата и гранатами уничтожил 6 гитлеровцев.
Приказом № 22/н от 20.03.1945 года по 126-й стр. дивизии командир стрелкового отделения сержант Боярский награждён орденом Красной Звезды за то, что во время боевых действий на территории Восточной Пруссии 24.01.1945 года в бою возле Христоплатен при отражении контратак противника огнём ручного пулемета уничтожил 12 солдат противника, и за то, что в бою 25 января 1945 года в районе госпиталя Таит, преследуя отступающего противника, огнём из личного оружия уничтожил 6 солдат противника.
Награждён медалью «За взятие Кенигсберга». Приказом ВС 43-й Армии 3 Белорусского фронта № 129 от 30.04.1945 старший сержант Боярский награждён орденом Славы 2-й степени за то, что 8 апреля 1945 года в районе Кляйн Амалиенау уничтожил вражеского снайпера, взяв в плен двух солдат противника, и за то, что в тот же день в районе Зоологического сада обнаружил и уничтожил огнём из автомата шестерых солдат противника, взяв плен 14 солдат и доставив их в штаб.

### После войны
В 1948 году окончил Ленинградский театральный институт (педагоги Н. Е. Серебряков и В. В. Меркурьев).
С 1948 по 1982 годы — артист Ленинградского Театра имени В. Ф. Комиссаржевской. Один театральный сезон 1964—65 годов работал в Ленинградском театре имени Ленсовета.
Актёр яркого эксцентрического, характерного дарования, острой сценической формы и тонкого психологизма, Боярский одинаково легко существовал как в классической комедии: Жевакин («Женитьбе» Н. В. Гоголя, режиссёр Р. С. Агамирзян, 1980 г., театр имени В. Ф. Комиссаржевской), Мижуев («Мёртвые души» Н. В. Гоголя, режиссёр А. А. Белинский, 1969 г., телеспектакль Ленинградского телевидения), так и в психологической драме — Дмитрий Николаевич («Тема с вариациями» С. Алёшина, режиссёр В. Суслов, 1980 г.).
Способность довести характерную черту персонажа до гротеска проявилась в блестящей роли Короля в спектакле В. Кожича «Дон Сезар де Базан», 1949 года. Среди серьёзных удач артиста был лёгкий, подвижный Антуан Мартине в спектакле «Чао!» М. А. Соважона и эпизодческая роль Богдана Крюка в спектакле Рубена Агамирзяна «Царь Фёдор Иоаннович» (1976 г.).
Сыграл центральных персонажей сразу в двух экранизациях  об Остапе Бендере подряд: 12 стульев (телеспектакль, 1966) — Киса Воробьянинов, Золотой телёнок (1968) — Адам Козлевич.
Скончался Николай Боярский 7 октября 1988 года в Ленинграде на 66-м году жизни. Похоронен в одной могиле с женой на Комаровском кладбище.
К 100-летию со дня рождения в музее «Келломяки—Комарово», филиале историко-культурного комплекса в Разливе, открыта временная выставка.

## Семья
- Дед — Иван Иванович Сегенюк, псаломщик.
- Бабушка — Феликса Венедиктовна Сегенюк (Боярская), из польских православных дворян, предположительно из харьковской ветви рода Боярских[8].
  - Дядя — Иван Сегенюк, участник Первой мировой войны, затем служил в Красной армии, в 1921 был командиром 8-й батареи воздушной бригады.
  - Отец — Александр Боярский (Сегенюк) (17.05.1885—9.09.1937), митрополит обновленцев.
  - Мать — Екатерина Николаевна Боярская (Бояновская) (1887—1956), дочь директора[9] государственного банка Николая Игнатьевича Бояновского. В 1946—1956 годах преподавала английский и французский языки в Ленинградской духовной академии.
    - Брат — Алексей Боярский — актёр театра и кино.
    - Брат — Павел Боярский — инженер, участник Великой Отечественной войны.
    - Брат — Сергей Боярский — актёр театра и кино. Жёны — Эльга Боярская — актриса театра и кино, Екатерина Михайловна Мелентьева (1920—1992) — актриса театра и кино.
      - Племянник — Александр Боярский (10.07.1938—8.09.1980) — актёр театра и кино.
      - Племянник — Михаил Боярский (род. 26.12.1949) — актёр театра и кино, Народный артист РСФСР.

    - Жена (с 1945 года) — Лидия Штыкан (26.06.1922—11.06.1982) — актриса театра и кино, Народная артистка РСФСР.
      - Сын — Олег Штыкан (род. 18.11.1945).
      - Дочь — Екатерина Боярская — театровед, литератор, автор книги «Театральная династия Боярских».

## Фильмография
- 1936 — Бесприданница — мальчик
- 1957 — Дон Сезар де Базан — король Карл II
- 1965 — Музыканты одного полка — поручик Василий Леонидович Боголюбов, адъютант полка
- 1966 — Катерина Измайлова — Зиновий Борисович
- 1966 — Снежная королева — Советник
- 1966 — 12 стульев (телеспектакль) — Киса Воробьянинов
- 1968 — Золотой телёнок — Адам Козлевич
- 1968 — Пядь земли — Ясенев
- 1968 — Живой труп — Петушков
- 1969 — Пять дней отдыха — Дальский
- 1970 — Мой добрый папа — дядя Гоша
- 1970 — Ночная смена — приятель Анатолия
- 1972 — Красные пчёлы — рабочий
- 1972 — Учитель пения — член комиссии
- 1973 — Про Витю, про Машу и морскую пехоту — директор пионерлагеря
- 1975 — Новогодние приключения Маши и Вити — Кащей Бессмертный
- 1976 — Семьдесят два градуса ниже нуля — Синицын
- 1976 — Дикий Гаврила — Валентин Сергеевич
- 1978 — Полковник Шабер — Верньо, молочник
- 1979 — Приключения Электроника — Ростислав Валерьянович, физрук
- 1979 — Трое в лодке, не считая собаки — гренадер
- 1979 — Вторая весна — начальник геологической лаборатории
- 1980 — Таинственный старик — Самарин-Марлинский, актер театра
- 1982 — Красные колокола — генерал
- 1984 — Невероятное пари, или Истинное происшествие, благополучно завершившееся сто лет назад — аптекарь
- 1984 — Иван Павлов. Поиски истины — врач
- 1985 — Соперницы — Сергей Павлович, тренер спортшколы
- 1985 — Противостояние — Варенцов
- 1986 — Русь изначальная
- 1986 — Михайло Ломоносов — Фельтон, эконом
- 1986 — Вот снова этот двор — пожилой мужчина
- 1988 — Жизнь Клима Самгина — Хрисанф

## Награды
- Заслуженный артист РСФСР (4 декабря 1969)
- Народный артист РСФСР (12 октября 1977)
- Орден Отечественной войны I степени (06.04.1985)[10]
- Орден Красной Звезды (03.1945)
- Орден Славы II степени (04.1945)
- Орден Славы III степени (11.1944)
- медаль За отвагу (08.1944)
- Медаль «За боевые заслуги» (12.1943)
- Медаль «За взятие Кёнигсберга» (1945)
- Медаль «За победу над Германией в Великой Отечественной войне 1941—1945 гг.» (1945).